# District d'Aligarh
Le district d'Aligarh (en hindi : अलीगढ़ ज़िला) est une division administrative de la division d'Aligarh dans l'État de l'Uttar Pradesh, en Inde.

## Géographie
Le centre administratif du district est Aligarh. 
La superficie est de 3 650 km2 et la population est de 3 673 889 habitants (2011).